# Башня China Resources (Наньнин)
Башня China Resources (Nanning China Resources Tower, 华润大厦A座) — сверхвысокий небоскрёб, расположенный в китайском городе Наньнин (Гуанси-Чжуанский автономный район). Построен в 2020 году в стиле модернизма, по состоянию на 2020 год являлся самым высоким зданием города и входил в число двадцати самых высоких зданий Китая.
403-метровая башня имеет 85 наземных и 3 подземных этажа, 336 гостиничных номеров пятизвёздочного отеля Shangri-La. Общая площадь здания — свыше 272 тыс. м², из которых 170 тыс. м² занимают офисы, 45 тыс. м² — отель и 6 тыс. м² — брендовые магазины. На высоте 400 метров расположена вертолётная площадка. Архитекторами небоскрёба выступили фирмы Goettsch Partners и CCDI Group, владельцем является гонконгская группа China Resources.
Системой подземных и наземных переходов башня China Resources связана с остановками общественного транспорта и соседними зданиями. Стеклянный фасад имеет отражающее покрытие, которое обеспечивает нужную температуру и достаточное естественное освещение. Помимо главной башни в состав комплекса входят несколько небоскрёбов поменьше.

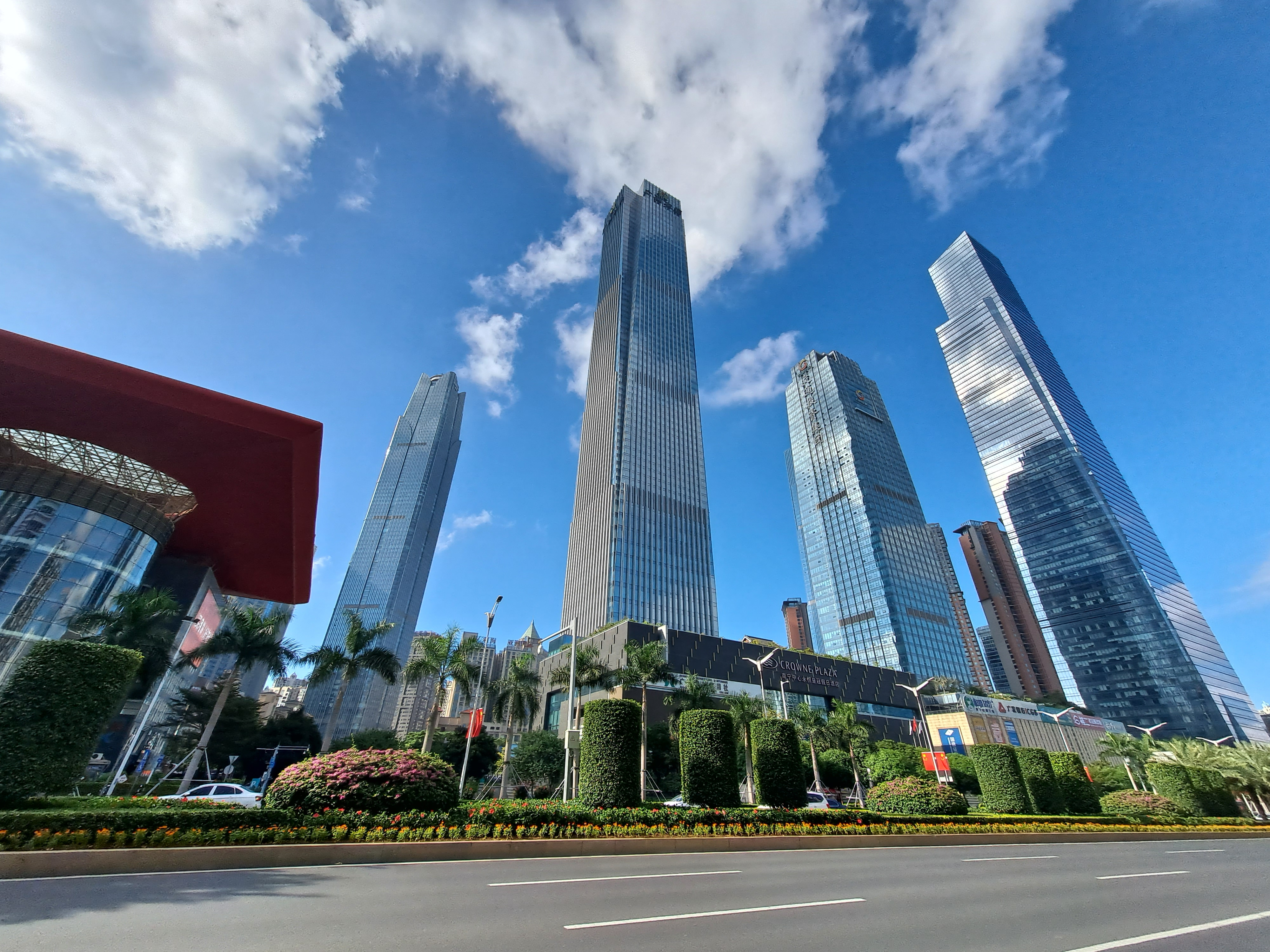
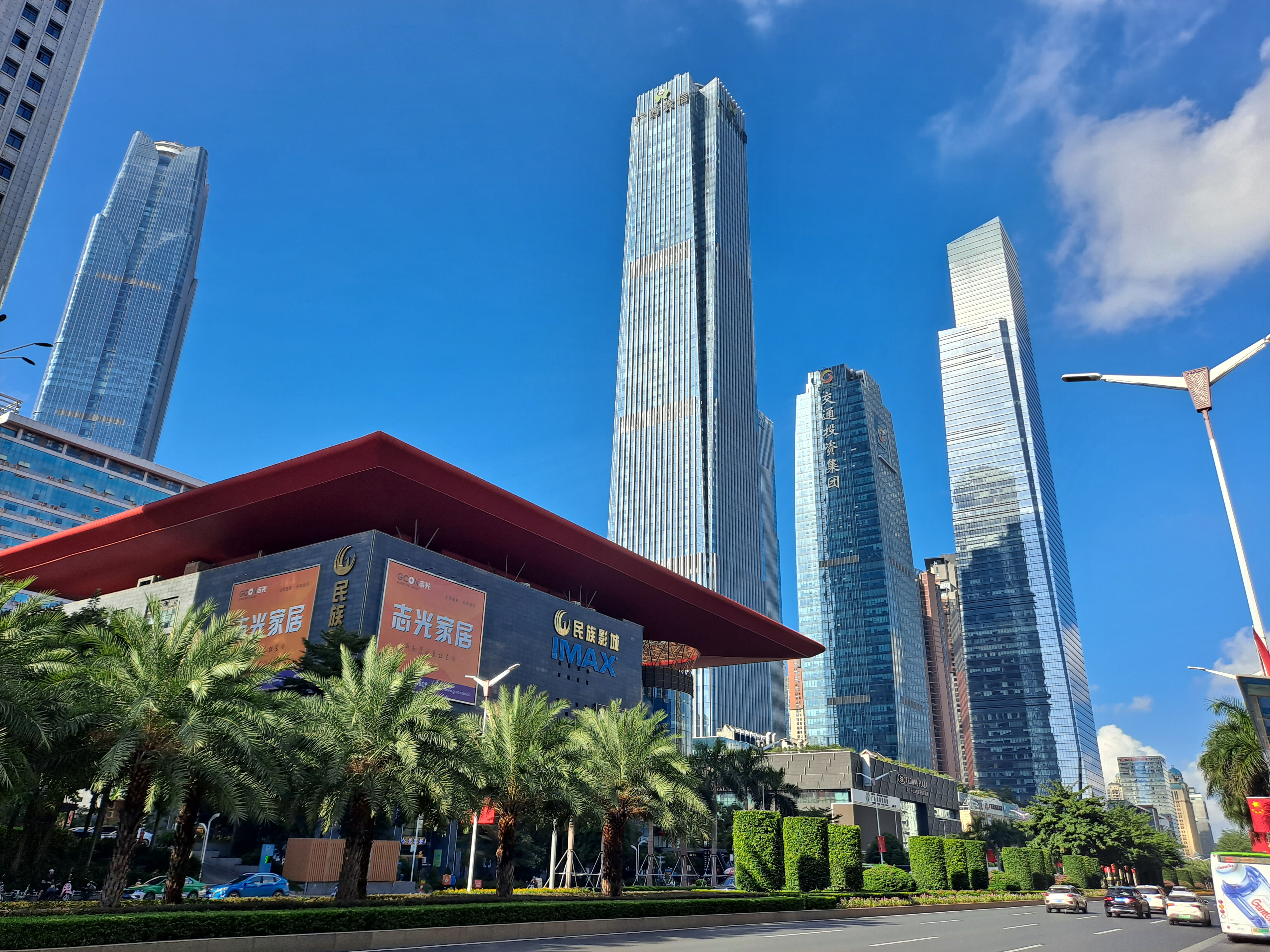
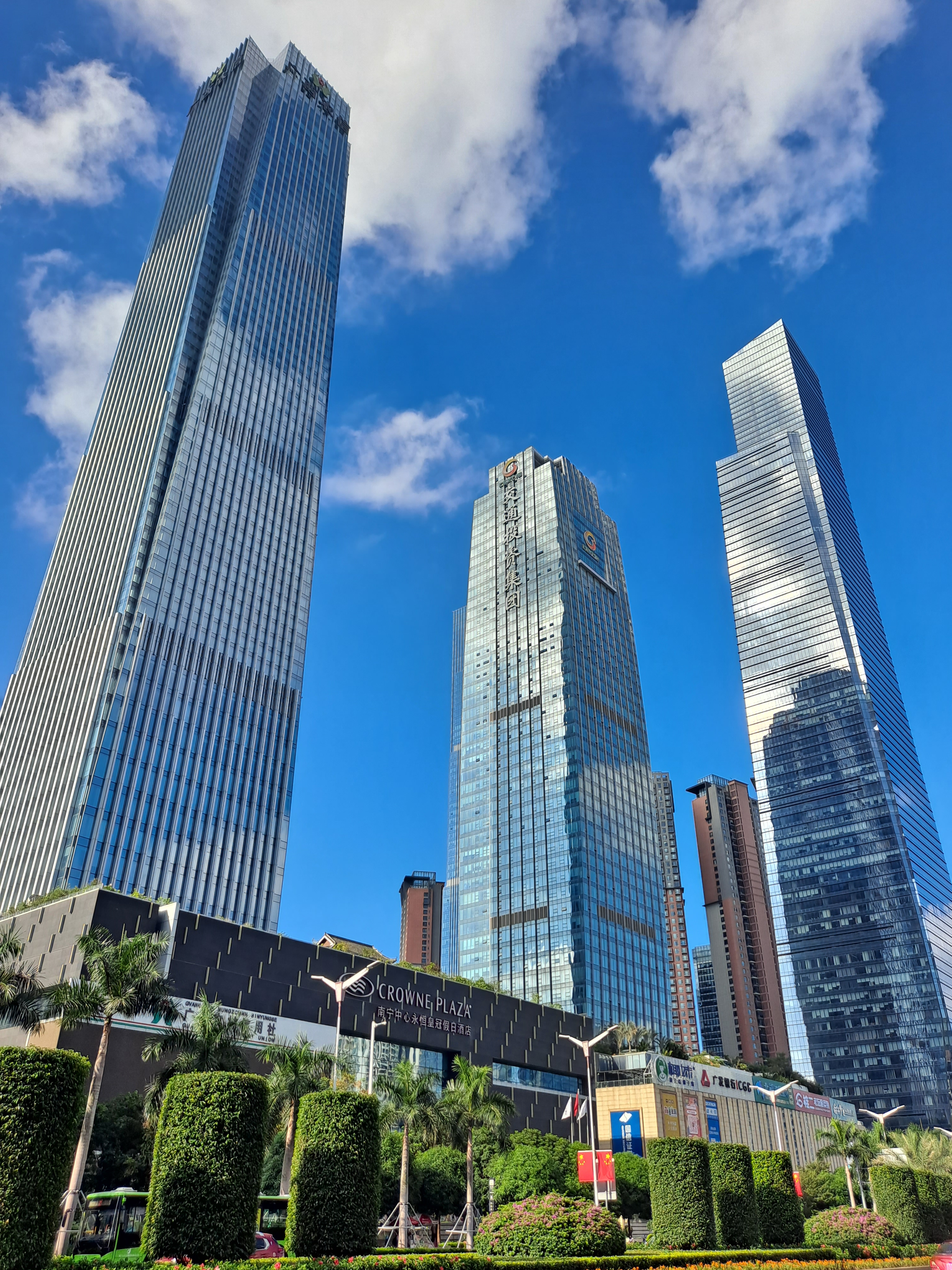
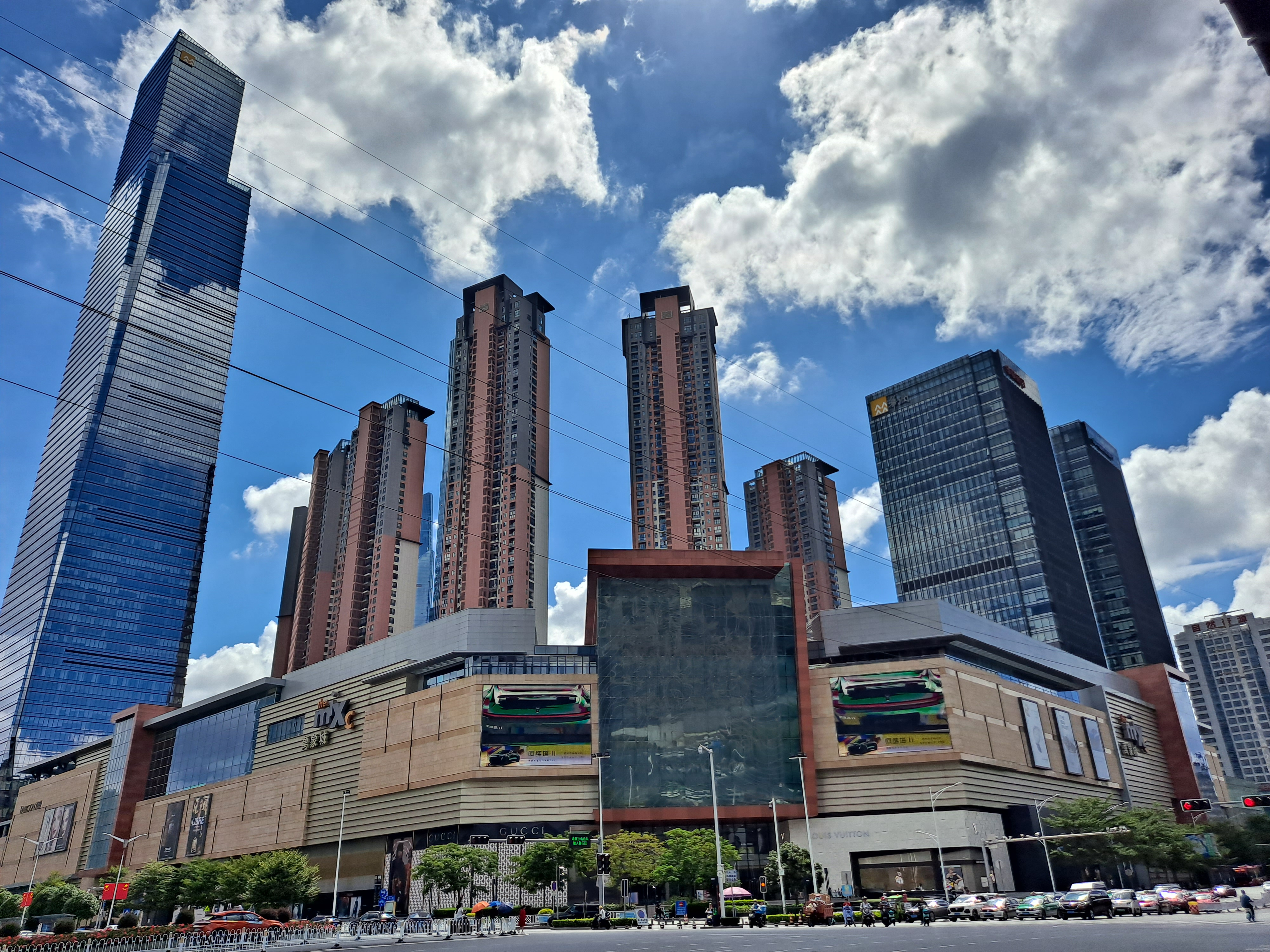